# Hemerobius pinidumus
Hemerobius pinidumus is een insect uit de familie van de bruine gaasvliegen (Hemerobiidae), die tot de orde netvleugeligen (Neuroptera) behoort. 
Hemerobius pinidumus is voor het eerst wetenschappelijk beschreven door Fitch in 1855.